# گراهام مک‌نامی

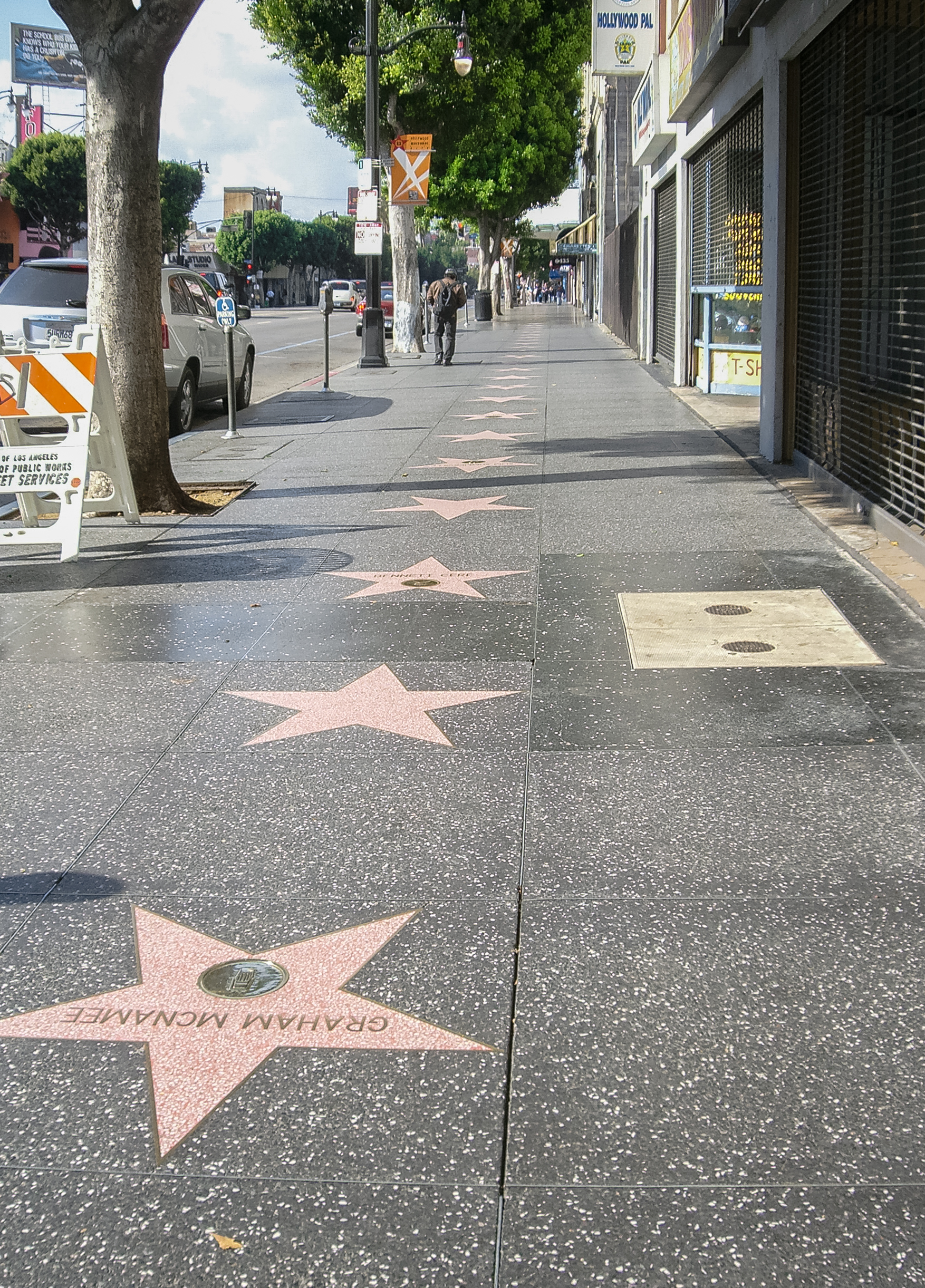

گراهام مک‌نامی (انگلیسی: Graham McNamee؛ ۱۰ ژوئیه ۱۸۸۸ - ۹ مه ۱۹۴۲) یک گوینده رادیو و گزارش‌گر مسابقات ورزشی همچون بیسبال، فوتبال و بوکس اهل ایالات متحده آمریکا بود.
نام وی در پیاده‌رو شهرت هالیوود درج شده است.